# مارتن بيترسون
مارتن بيترسون هو لاعب هوكي الجليد سويدي، ولد في 19 يناير 1961 في السويد.

## وصلات خارجية
- مارتن بيترسون على موقع EliteProspects.com (الإنجليزية)
- مارتن بيترسون على موقع HockeyDB.com (الإنجليزية)